# The Contortionist
The Contortionist es una banda de metal progresivo estadounidense  de Indianápolis, Indiana. Formada en 2007, la banda consta de los guitarristas Robby Baca y Cameron Maynard, el baterista Joey Baca, el vocalista Mike Lessard, el bajista Jordan Eberhardt, y el tecladista Eric Guenther. Han lanzado cuatro álbumes de estudio y cuatro EP. La banda tiene firma con E1 y Good Fight Music desde comienzos de 2010.

## Historia
The Contortionist fue formado en 2007 bajo el nombre de At The Hands Of Machines con el vocalista Jake Morris, los guitarristas Roby Baca y Cameron Maynard, el bajista Christopher Tilley, y el baterista Joey Baca. El primer trabajo de la banda, el EP Sporadic Movements, fue lanzado más tarde ese mismo año. At The Hands Of Machines cambió su nombre a The Contortionist luego del lanzamiento de su EP y la misma alineación grabó el EP Shapeshifter, el cual fue lanzado en septiembre de 2008. Estos dos EP presentaban un sonido más deathcore en comparación a los trabajos siguientes de la banda. Luego del lanzamiento de Shapeshifter, el vocalista Jake Morris dejó la banda y fue reemplazado por Dave Hoffman, quién también tocó el teclado. La banda entró a los estudios de  Voltaic Recording Studio a principios de 2009 y lanzó su tercer EP, Apparition, en septiembre de aquel año. El sonido de este EP continuó con el deathcore hecho con Morris, pero también mostró a la banda experimentando con un metal progresivo/death metal técnico.
Hoffman dejó la banda a principios de 2010 y fue  reemplazado por Jonathan Carpenter. No mucho después de la llegada de Carpenter, The Contortionist empezó a trabajar en su álbum debut, Exoplanet. Exoplanet fue publicado el 31 de agosto de 2010 a través de Good Fight Music. El sonido del álbum continuó el metal progresivo/death metal técnico mostrado en Apparition, con letras que exploran temas como viajes espaciales e interestelares. Algunas de las canciones del álbum son regrabaciones del EP Apparition, pero con letras nuevas escritas por Carpenter con nuevos, pero ligeros, cambios en algunas secciones musicales. El segundo álbum de la banda, Intrinsic, fue lanzado el 17 de julio de 2012. Un mes antes de la publicación del álbum, The Contortionist lanzó su primer video musical para la canción "Holomovement." El sonido de Intrinsic difiere de lanzamientos anteriores; el álbum aún mantenía elementos de technical death metal, pero tuvo un gran enfoque en melodías con más sonido a  avant-garde metal. Las letras de Carpenter se centraron en temas de ciencia ficción y se ven reflejados en los videos musicales de "Causality" y "Dreaming Schematics".
En marzo de 2013, Jonathan Carpenter anunció su salida de la banda. En aquel tiempo, Carpenter y su novia, con la que llevaba harto tiempo (y que ahora es su esposa), estaban esperando su primer bebé. Dejó la banda en buenos términos para centrarse en su vida personal y para formar una familia. Carpenter comentó acerca de su salida:

"Va a ser un cambio de ritmo discordante para mi vida, no estar en las pistas la mayor parte del año. Hacer canciones con la banda y luego tocarlas frente a los mejores fanáticos ha sido una experiencia única en la vida. No cambiaría la perspectiva que descubrí en los últimos años por nada. Conocí a tanta gente increíble y vi una buena parte del mundo. Tengo la intención absoluta de seguir creando y tocando música en el futuro, aunque enfocado en algo más personal.

Extrañaré mucho ver a todos en la familia TC. Les deseo lo mejor a todos mis amigos de la banda y a todos los que apoyan la música en vivo y toda esta música 'heavy banger' que hemos estado haciendo. Me siento muy emocionado por mi futuro con el amor de mi vida y nuestros cachorros, y nuestro pequeño en camino. La música siempre ha sido una de mis pasiones y eso es lo que me atrajo a esta banda en primer lugar. La música es lo primero, y sé que el talento de la banda se elevará por encima de este cambio de miembros y encontrarán un nuevo arreglo que los dejará boquiabiertos"
Jonathan Carpenter

Robby Baca también comentó acerca de la salida de Carpenter:
"Estamos tristes de ver irse a John, pero al mismo tiempo apoyamos plenamente su decisión. Quedamos a la espera de encontrar un nuevo vocalista y escribir un nuevo disco."
Mike Lessard de Last Chance To Reason tomó el rol de vocalista para los siguientes conciertos hasta que la banda encontrara a un nuevo reemplazante. Mike comentó:
"Estoy feliz de ayudar a mis amigos en The Contortionist por los siguientes meses de gira como vocalista temporal. Regresaré a mis labores en Last Chance To Reason una vez que finalicen estas fechas en mayo. Quedo a la espera de ver a un montón de caras nuevas y familiares en los meses que vienen"

El 21 de junio de 2013, The Contortionist anunció en su página de Facebook que Mike Lessard era oficialmente su nuevo vocalista.
El 23 de abril de 2014, The Contortionist anunció por Facebook el término de grabaciones de su tercer álbum. El álbum estuvo producido por Jamie King (Between The Buried And Me, He Is Legend, The Human Abstract, entre muchos otros). El 26 de junio de 2014, The Contortionist anunció en su página de Facebook que su nuevo álbum,  titulado Language, se publicó el 16 de septiembre de 2014 a través de eOne y Good Fight Music. También se hizo oficial que el bajista Christopher Tilley había sido reemplazado por el bajista de Scale The Summit, Jordan Eberhardt, por razones que desconocidas. Durante una sesión de preguntas y respuestas, el cual fue hecho el 12 de septiembre de 2014, se les preguntó acerca de la salida de Christopher Tilley: "Las giras y todo lo que conllevan era algo que Tilley no quería seguir haciendo. ¡Queremos a Chris y le deseamos lo mejor!"
La banda lanzó su cuarto álbum, titulado Clairvoyant, el 15 de septiembre de 2017. Este álbum presentó un sonido más blando, con predominantes voces limpias.
El 9 de agosto de 2019, la banda lanzó el EP Our Bones. El EP contiene dos canciones nuevas, un interludio ambiental y un cover de "1979", originalmente de The Smashing Pumpkins.

## Influencias
Robby Baca ha declarado que sus influencias incluyen:  Planet X, Pat Metheny, Meshuggah, Allan Holdsworth, Between The Buried And Me, Dream Theater, The Dear Hunter, Textures, y Deftones. Jonathan Carpenter, antiguo miembro, también declaró que sus influencias personales incluían a Dream Theater y el compositor ambiental Brian Eno. Otras influencias incluyen Rush, Isis, y Cynic.

## Miembros
Actuales
- Robby Baca - guitarra (2007-presente), bajo (2014), teclados (2007-2014)
- Joey Baca - batería (2007-presente)
- Cameron Maynard - guitarra (2007-presente)
- Michael Lessard - voz (2013-presente)
- Eric Guenther - teclados (2014-presente)
- Jordan Eberhardt - bajo (2014-presente)

Antiguos
- Jake Morris - voz (2007-2008)
- Dave Hoffman - voz, teclados (2008-2010)
- Jonathan Carpenter - voz, teclados (2010-2013)
- Christopher Tilley - bajo (2007-2014)

## Discografía

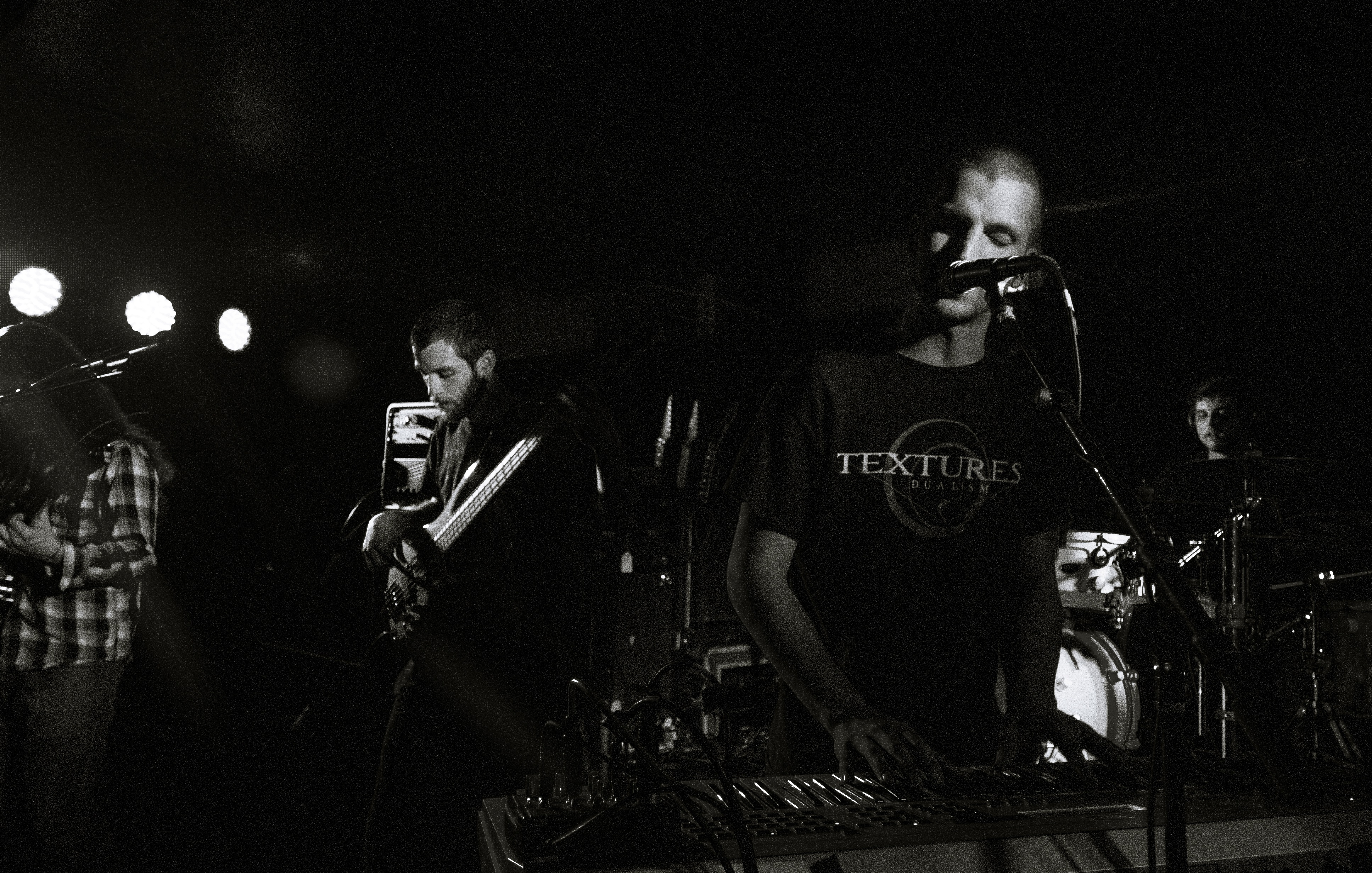
The Contortionist en 2012

### Álbumes de estudio
| Título                                               | Detalles del álbum                                                                                             | Posiciones en el ranking | Posiciones en el ranking | Posiciones en el ranking | Posiciones en el ranking |
| Título                                               | Detalles del álbum                                                                                             | US                       | US Indie                 | US Rock                  | US Hard Rock             |
| ---------------------------------------------------- | --- | ------------------------ | ------------------------ | ------------------------ | ------------------------ |
| Exoplanet                                            | - Publicación: 31 de agosto de 2010 - Discográfica: Good Fight Records - Formatos: CD, Vinilo, Digital         | —                        | —                        | —                        | —                        |
| Intrinsic                                            | - Publicación: 17 de julio de 2012 - Discográfica: E1, Good Fight Records - Formatos: CD, Vinilo, Digital      | 125                      | 23                       | 42                       | 12                       |
| Language                                             | - Publicación: 16 de septiembre de 2014 - Discográfica: E1, Good Fight Records - Formatos: CD, Vinilo, Digital | 52                       | 13                       | 15                       | 6                        |
| Clairvoyant                                          | - Publicación: 15 de septiembre de 2017 - Discográfica: E1, Good Fight Records - Formatos: CD, Vinilo, DL      | 135                      | 8                        | 26                       | 7                        |
| "—" Denota un grabando que no hay datos al respecto. | |                          |                          |                          |                          |

### EP
- Sporadic Movements (2007)
- Shapeshifter (2008)
- Apparition (2009)
- Language (Rediscovered Edition) (2015)
- Our Bones  (2019)

### Sencillos
- "Predator" (2008)
- "Primal Directive" (2010)
- "Holomovement" (2012)
- "Language I: Intuition" (2014)
- "Reimagined" (2017)
- "Return To Earth" (2017)
- "Early Grave" (2019)

## Videos musicales
| Título                | Año  | Director        | Álbum       |
| --------------------- | ---- | --------------- | ----------- |
| Causality             | 2012 | Justin Beasley  | Intrinsic   |
| Dreaming Schematics   | 2012 | Justin Beasley  | Intrinsic   |
| Language I: Intuition | 2014 | Corey Norman    | Language    |
| Primordial Sound      | 2014 | Corey Norman    | Language    |
| Reimagined            | 2017 | Erez Bader      | Clairvoyant |
| Return To Earth       | 2017 | Erez Bader      | Clairvoyant |
| Early Grave           | 2019 | Corey Norman    | Our Bones   |
| 1979                  | 2020 | Michael Lessard | Our Bones   |

## Giras
- This is Where it Ends Tour- All Shall Perish, Carnifex, Fleshgod Apocalypse, Conducting from the Grave, The Contortionist
- To Catch a Predatour- The Acacia Strain, The Red Chord, Terror, GAZA, The Contortionist
- The Summer Slaughter Survivors Tour- Conducting from the Grave, The Contortionist, Scale the Summit, Volumes, Structures, Rings of Saturn
- Intrinsic Tour- The Contortionist, Jeff Loomis, Chimp Spanner, 7 Horns 7 Eyes
- 2012 Co-Headliner- Born of Osiris, Unearth, The Contortionist, Obey the Brave, Wolves At the Gate
- Frak the Gods Tour- Periphery, The Human Abstract, Textures, The Contortionist
- MetalSucks Tour- The Contortionist, Revocation, Fallujah, Toothgrinder
- The Coma Ecliptic Tour- Between the Buried and Me, Animals as Leaders, The Contortionist
- The Good Fight North American Tour- The Contortionist, Within the Ruins, I Declare War, Reflections, City in the Sea
- European Tour- Protest the Hero, The Faceless, The Contortionist, Destrage
- The Divinity of Purpose Tour- Hatebreed, Shadows Fall, Dying Fetus, The Contortionist
- Future Sequence Tour- Between the Buried and Me, The Faceless, The Contortionist, The Safety Fire
- Escape From the Studio Tour- Periphery, The Contortionist, Intervals, Toothgrinder
- Traced in Constellations Tour- Sleepmakeswaves, The Contortionist, Tangled Thoughts of Leaving
- Fall 2014 Tour- The Contortionist, Intervals, Polyphia
- 2015 North America Tour- The Contortionist, Chon, Auras
- Polaris North America Tour- Tesseract, The Contortionist, ERRA, Skyharbor
- Polaris United Kingdom Tour- Tesseract, The Contortionist, Nordic Giants
- 2016 North America Tour- The Contortionist, Monuments, Entheos, Sleepmakeswaves
- The Mothership Tour- Dance Gavin Dance, The Contortionist, Hail the Sun, Good Tiger, The White Noise
- European Unrest Tour- Periphery, The Contortionist, Destrage
- The Sonic Unrest Part II Tour- Periphery, The Contortionist, Norma Jean, Infinity Shred
- Colors 10th Anniversary Tour- Between the Buried and Me, The Contortionist, Polyphia, Toothgrinder
- The Stories We Tell Ourselves Tour- Nothing More, The Contortionist, Big Story, Kirra
- The Clairvoyant Tour- The Contortionist, Silent Planet, Skyharbor, Strawberry Girls
- The Reimagined Tour- The Contortionist, Intervals
- Animals As Leaders 10 Year Anniversary Tour, Animals As Leaders